# August Emanuel Pfeiffer
August Emanuel Pfeiffer (* 11. September 1812 in Berlin; † 14. Januar 1854 in Adamsdorf in der Neumark) war ein deutscher Pfarrer und Politiker.

## Leben
Pfeiffer studierte von 1834 bis 1838 Evangelische Theologie an der Friedrich-Wilhelms-Universität Berlin. Er war anschließend Lehrer am Predigerseminar in Wittenberg und von 1841 bis 1842 Privaterzieher im Hause des Generals von Rojanowski in Adamsdorf. Von 1842 bis zu seinem Tod arbeitete er als Pfarrer in Adamsdorf.
Vom 18. Mai 1848 bis 30. Mai 1849 war er für den Wahlkreis Soldin (Provinz Brandenburg) Mitglied der Frankfurter Nationalversammlung in der Fraktion Württemberger Hof. 